# Wildsee (Ruhestein)

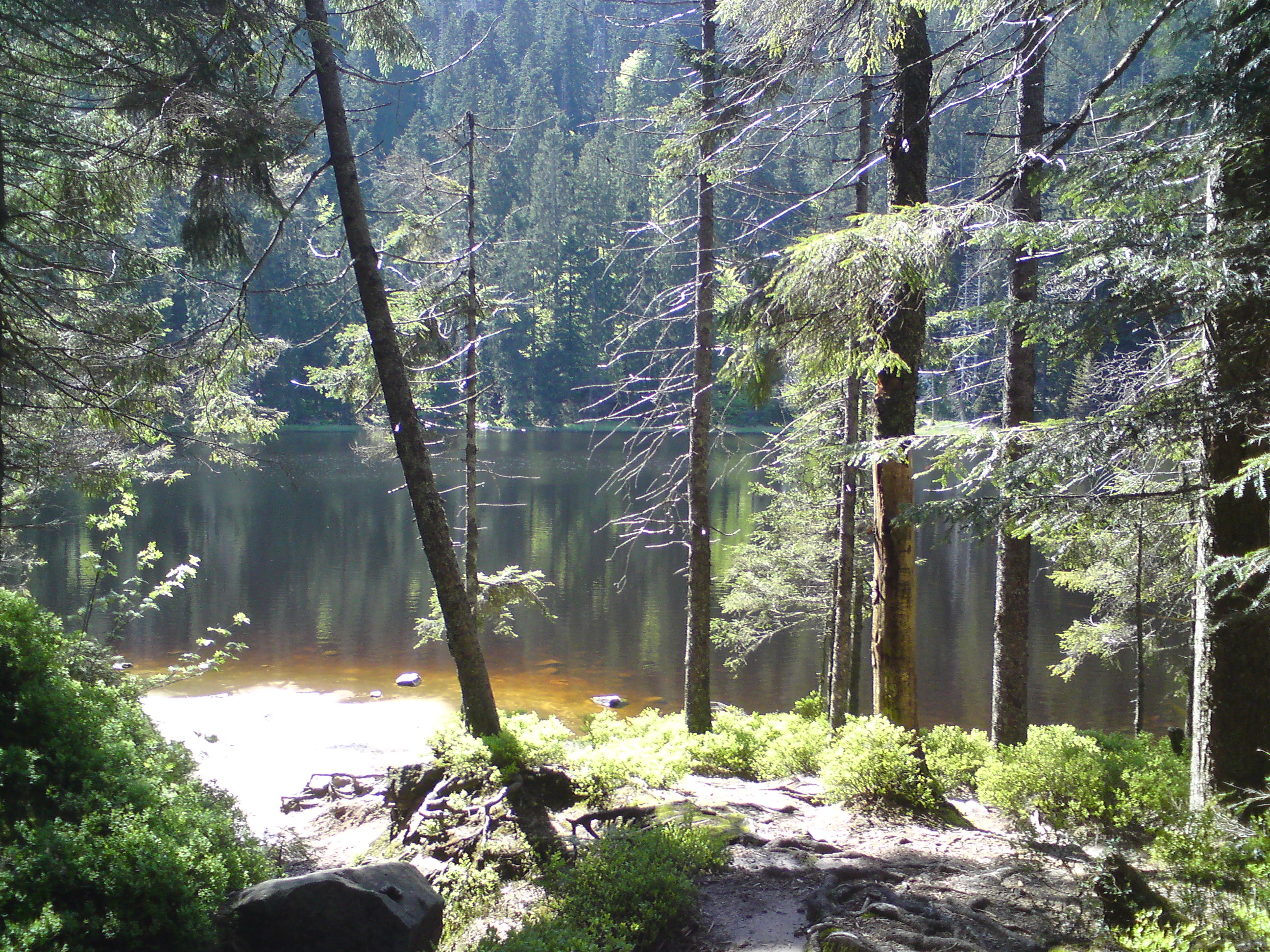
Wildsee

De Wildsee ligt in het noordelijke Zwarte Woud in Baden-Württemberg, in Nationaal Park Schwarzwald, noordoostelijk van de Ruhestein. Het bijna ronde meer heeft een oppervlakte van 2,4 hectare, en ligt op een hoogte van 910 meter boven zeeniveau. De maximale diepte is 11,5 meter.